# Zlib License
zlib License（zlibライセンス）は、zlibならびにそれを使用するlibpngソフトウェア・ライブラリが提供される際に従うパーミッシブ・ライセンスである。
フリーソフトウェア財団承認の自由ソフトウェアライセンスであり、Open Source Initiative承認のオープンソースライセンスである。また、GNU General Public Licenseとライセンス互換性がある。
前述のソフトウェアのほかにも、たとえばSourceForge.netなどでホスティングされている自由ソフトウェアパッケージにも多く利用されている。

## 条項
zlibライセンスの主な条項は次の通り。
- このソフトウェアは無保証[4]であり、これに起因するいかなる損害についても著作者は責任を負わない。
- 次の制限に従うかぎり、商用を含むあらゆる目的でこのソフトウェアを使用し、自由に変更・再配布することを許可する。
  1. 著作者を偽るなど、出所を不当表示してはならない (ただし、製品への表示義務はない)。
  2. ソースコードを変更した際はそのことを明示し、オリジナルと偽ってはならない。
  3. このライセンス通知を配布物から削除・変更してはならない。

条項には、バイナリコードを配布する際にそのソースコードも利用可能とすることは求められていない。つまりzlibライセンスには、ソースコード開示を必須とするコピーレフトは含まれない。

## 全文
zlibライセンスの全文は次の通り。
```
Copyright (c) <''year''> <''copyright holders''>

This software is provided 'as-is', without any express or implied warranty.
In no event will the authors be held liable for any damages arising from the use of this software.

Permission is granted to anyone to use this software for any purpose,
including commercial applications, and to alter it and redistribute it
freely, subject to the following restrictions:

   1. The origin of this software must not be misrepresented; you must not
      claim that you wrote the original software. If you use this software
      in a product, an acknowledgment in the product documentation would be
      appreciated but is not required.

   2. Altered source versions must be plainly marked as such, and must not be
      misrepresented as being the original software.

   3. This notice may not be removed or altered from any source distribution.

```